# Джаббари, Али
Али Джаббари (перс. علی جباری‎; род. 20 июля 1946, Тегеран) — иранский футболист, полузащитник.

## Карьера

### Клубная карьера
Во взрослом футболе дебютировал в 1963 году в составе клуба «Рах Ахан», в котором провёл два сезона.
В 1965 году присоединился к команде клуба «Эстегляль», где играл на протяжении следующих восьми сезонов своей игровой карьеры. В составе команды дважды становился чемпионом Ирана в 1971 и 1975 годах, а также становился победителем Лиги чемпионов АФК.
Завершил карьеру футболиста в 1975 году.

### Карьера в сборной
В 1965 году дебютировал в официальных матчах в составе национальной сборной Ирана.
В 1968 году команде впервые в истории удалось одержать победу в финале домашнего Кубка Азии. В 1972 года вместе со сборной вновь одержал победу на Кубке Азии в Таиланде. В том же году принимал участие на футбольном турнире летних Олимпийских игр. В 1974 году команда завоевала золотые медали на футбольном турнире летних Азиатских игр.
Всего в составе сборной принял участие в 37 матчах, забив десять голов.

## Достижения
«Эстегляль»
- Победитель Лиги чемпионов АФК: 1970
- Чемпион Ирана: 1970/71, 1974/75